# Edwin Porter
Edwin Stanton Porter (ur. 21 kwietnia 1870, zm. 30 kwietnia 1941) – amerykański operator filmowy i reżyser. Jeden z pionierów światowego kina, wyreżyserował łącznie ponad 300 filmów.

## Życiorys
Edwin Porter urodził się w Connellsville w stanie Pensylwania jako dziecko kupca Thomasa Richarda Portera i Mary Jane Clark. Miał trzech braci i siostrę. Po ukończeniu szkół w Connellsville i Pittsburghu pracował dorywczo między innymi jako operator telegrafu. Przez krótki czas zatrudniony był w William Camp&Sons, filadelfijskiej firmie budującej statki i silniki do statków. W 1893 roku zaciągnął się do Marynarki Wojennej Stanów Zjednoczonych jako elektryk. W 1899 roku dołączył do wytwórni Edison Company. W ciągu następnej dekady stał się najbardziej wpływowym filmowcem w USA. Jednym z jego pierwszych filmów była nakręcona w 1901 roku satyra nt. Theodore'a Roosevelta. Podobnie jak pozostali filmowcy z tego okresu, czerpał od nich pomysły, ale starał się je ulepszać. W Jasiu i magicznej fasoli (1902) i Życiu amerykańskiego strażaka (1903) korzystał z wczesnych dokonań Georges'a Mélièsa i członków Brighton School, takich jak James Williamson. W 1903 nakręcił jeden z pierwszych w historii kina westernów, zatytułowany Napad na ekspres. Wprowadził w filmach wiele nowości zaczerpniętych ze szkoły z Brighton, m.in. zbliżenia, łączenia gatunkowe, rozgrywanie akcji jednocześnie w różnych miejscach. Był żonaty z Caroline Ridinger (ślub odbył się 5 lipca 1893), nie mieli dzieci. Zmarł 30 kwietnia 1941 roku w hotelu Taft w Nowym Jorku w wieku 71 lat.

## Filmografia
Zestawienie zawiera wybrane filmy, które wyreżyserował Edwin Porter:

### Długometrażowe
- 1913: The Prisoner of Zenda
- 1913: In the Bishop's Carriage (czas: 50')
- 1913: His Neighbor's Wife
- 1913: Hrabia Monte Christo (1.09')
- 1914: Hearts Adrift
- 1914: Pyszny diabełek (50')
- 1914: Tess z kraju burz (1.20')
- 1914: The Spitfire
- 1914: Such a Little Queen
- 1914: The Crucible
- 1915: The Morals of Marcus
- 1915: Niobe
- 1915: When We Were Twenty-One
- 1915: The Eternal City (1.20')
- 1915: Jim the Penman (50')
- 1915: Sold
- 1915: The White Pearl
- 1915: Zaza (50')
- 1915: Bella Donna
- 1915: The Prince and the Pauper (50')
- 1915: Lydia Gilmore (50')

### Krótkometrażowe
- 1898: The Cavalier's Dream (czas: 1')
- 1899: Strange Adventure of New York Drummer (1')
- 1900: The Magician (1')
- 1900: Faust and Marguerite (1')
- 1900: Ching Ling Foo Outdone (1')
- 1900: An Animated Luncheon (1')
- 1900: Uncle Josh's Nightmare (2')
- 1900: Uncle Josh in a Spooky Hotel (1')
- 1900: The Mystic Swing (1')
- 1900: An Artist's Dream (1')
- 1900: A Dull Razor (1')
- 1901: Terrible Teddy, the Grizzly King (1')
- 1901: The Finish of Bridget McKeen (1')
- 1901: Why Mr. Nation Wants a Divorce (2')
- 1901: The Old Maid Having Her Picture Taken (1')
- 1901: Kansas Saloon Smashers (1')
- 1901: The Donkey Party
- 1901: Love by the Light of the Moon (1')
- 1901: The Automatic Weather Prophet
- 1901: Happy Hooligan Surprised
- 1901: Happy Hooligan April-Fooled
- 1901: Pie, Tramp and the Bulldog
- 1901: Another Job for the Undertaker (2')
- 1901: The Tramp's Strategy That Failed
- 1901: How the Dutch Beat the Irish
- 1901: What Happened on Twenty-third Street, New York City (1')
- 1901: The Reversible Divers
- 1901: The Farmer and the Bad Boys
- 1901: Soubrette's Troubles on a Fifth Avenue Stage Coach
- 1901: "Weary Willie" and the Gardener
- 1901: Sampson-Schley Controversy (3')
- 1901: Rubes in the Theatre
- 1901: The Martyred Presidents (1')
- 1901: Trapeze Disrobing Act (2')
- 1901: Execution of Czolgosz with Panorama of Auburn Prison (4')
- 1901: The Artist's Dilemma (2')
- 1901: The Tramp's Unexpected Skate
- 1901: The Old Maid in the Horsecar
- 1901: Carrying Out the Snakes
- 1902: Uncle Josh at the Moving Picture Show (2')
- 1902: The Weary Hunters and the Magician
- 1902: The Twentieth Century Tramp; or, Happy Hooligan and His Airship (1')
- 1902: Chinese Shaving Scene
- 1902: The Burlesque Suicide, No. 2 (1')
- 1902: Fun in a Bakery Shop (1')
- 1902: Appointment by Telephone
- 1902: Jack and the Beanstalk (10')
- 1902: The Interrupted Bathers (1')
- 1902: Rock of Ages
- 1902: How They Do Things on the Bowery
- 1903: Life of an American Fireman (6')
- 1903: Goo Goo Eyes
- 1903: Uncle Tom's Cabin (13')
- 1903: The Gay Shoe Clerk (1')
- 1903: Subub Surprises the Burglar (1')
- 1903: Rube and Mandy at Coney Island (12')
- 1903: Turning the Tables (1')
- 1903: Rube and Fender
- 1903: The Messenger Boy's Mistake (2')
- 1903: The Heavenly Twins at Odds
- 1903: The Heavenly Twins at Lunch
- 1903: The Extra Turn (1')
- 1903: A Romance of the Rail (4')
- 1903: What Happened in the Tunnel (1')
- 1903: Napad na ekspres (11')
- 1903: The Unappreciated Joke (1')
- 1904: Midnight Intruder
- 1904: Casey's Frightful Dream
- 1904: Animated Painting
- 1904: Pranks of Buster Brown and His Dog Tige
- 1904: Babe and Puppies
- 1904: Western Stage Coach Hold Up
- 1904: Dog Factory (4')
- 1904: A Brush Between Cowboys and Indians
- 1904: "Weary Willie" Kidnaps a Child
- 1904: Nervy Nat Kisses the Bride (2')
- 1904: How a French Nobleman Got a Wife Through the "New York Herald" Personal Columns (8')
- 1904: European Rest Cure (17')
- 1904: Capture of the "Yegg" Bank Burglars (11')
- 1904: Parsifal (25')
- 1904: Love Will Find a Way
- 1904: A Rube Couple at a County Fair (9')
- 1904: Scarecrow Pump (2')
- 1904: The Strenuous Life; or, Anti-Race Suicide (5')
- 1904: The Ex-Convict (8')
- 1904: Rector's to Claremont (4')
- 1904: Maniac Chase (8')
- 1905: The Seven Ages (5')
- 1905: The Kleptomaniac (8')
- 1905: The Whole Dam Family and the Dam Dog (5')
- 1905: How Jones Lost His Roll (7')
- 1905: The Burglar's Slide for Life (6')
- 1905: The Little Train Robbery (12')
- 1905: The White Caps (12')
- 1905: The Watermelon Patch (11')
- 1905: The Miller's Daughter (13')
- 1905: The Train Wreckers (11')
- 1905: Life of an American Policeman (14')
- 1905: The Night Before Christmas (9')
- 1906: Police Chasing Scorching Auto (3')
- 1906: Dream of a Rarebit Fiend (7')
- 1906: A Winter Straw Ride (7')
- 1906: The Terrible Kids (7')
- 1906: The Life of a Cowboy (13')
- 1906: Holdup of the Rocky Mountain Express (10')
- 1906: Waiting at the Church (9')
- 1906: Kathleen Mavourneen (15')
- 1906: How the Office Boy Saw the Ball Game (5')
- 1906: Getting Evidence (14')
- 1906: The Honeymoon at Niagara Falls
- 1907: Daniel Boone
- 1907: The "Teddy" Bears (13')
- 1907: Cohen's Fire Sale (13')
- 1907: The Rivals (13')
- 1907: Jack the Kisser
- 1907: Midnight Ride of Paul Revere
- 1907: The Trainer's Daughter; or, A Race for Love (14')
- 1907: College Chums (11')
- 1907: Laughing Gas (9')
- 1907: A Little Girl Who Did Not Believe in Santa Claus (14')
- 1907: Poor John
- 1908: A Suburbanite's Ingenious Alarm (7')
- 1908: Fireside Reminiscences (8')
- 1908: A Yankee Man-o-Warsman's Fight for Love
- 1908: Nellie, the Pretty Typewriter
- 1908: Animated Snowballs
- 1908: Tale the Autumn Leaves Told (2')
- 1908: Nero and the Burning of Rome
- 1908: The Merry Widow Waltz Craze
- 1908: The Gentleman Burglar
- 1908: The Painter's Revenge
- 1908: Curious Mr. Curio
- 1908: Skinner's Finish
- 1908: The Blue and the Gray; or, The Days of '61
- 1908: Honesty Is the Best Policy
- 1908: Love Will Find a Way
- 1908: The Boston Tea Party
- 1908: The Face on the Bar-Room Floor
- 1908: A Dumb Hero
- 1908: Tales the Searchlight Told
- 1908: Life's a Game of Cards
- 1908: When Ruben Comes to Town
- 1908: Romance of a War Nurse
- 1908: The Devil
- 1908: Wifey's Strategy
- 1908: The Leprechaun: An Irish Fairy Story
- 1908: Pocahontas: A Child of the Forest
- 1908: The Lover's Guide
- 1908: A Voice from the Dead
- 1908: The Bridge of Sighs
- 1908: Ex-Convict No. 900
- 1908: A Fool for Luck; or, Nearly a Policeman
- 1908: The Army of Two (An Incident During the American Revolution)
- 1908: A Football Warrior
- 1908: Saved by Love
- 1908: The Jester
- 1908: The Lovers' Telegraphic Code
- 1908: She
- 1908: The Lady or the Tiger
- 1908: Lord Feathertop
- 1908: Miss Sherlock Holmes
- 1908: The Tale the Ticker Told
- 1908: The Angel Child
- 1908: A Street Waif's Christmas
- 1908: An Unexpected Santa Claus
- 1908: Turning Over a New Leaf
- 1908: The Lost New Year's Dinner
- 1908: The Life of an American Cowboy (17')
- 1909: Where Is My Wandering Boy Tonight?
- 1909: A Burglar Cupid
- 1909: A Modest Young Man
- 1909: The Adventures of an Old Flirt
- 1909: A Daughter of the Sun
- 1909: A Bird in a Gilded Cage
- 1909: The Colored Stenographer
- 1909: Mary Jane's Lovers
- 1909: Love Is Blind
- 1909: A Midnight Supper
- 1909: Strolling Players
- 1909: A Cry from the Wilderness; or, A Tale of the Esquimaux and Midnight Sun
- 1909: Oh! Rats!
- 1909: Hard to Beat
- 1909: On the Western Frontier
- 1909: Unappreciated Genius
- 1909: Father's First Half-Holiday
- 1909: A Cup of Tea and She
- 1909: Uncle Tom Wins
- 1909: An Unsuccessful Substitution
- 1909: The Doctored Dinner Pail
- 1909: Fuss and Feathers
- 1909: The Pony Express
- 1909: See a Pin and Pick It Up, All That Day You'll Have Good Luck
- 1909: A Child's Prayer
- 1909: Love's Sacrifice
- 1909: A Coward
- 1909: The Price of a Soul
- 1909: A Child of the Forest
- 1909: The Temptation
- 1909: A Great Game
- 1909: The Three Kisses
- 1909: The Heart of a Clown
- 1909: The House of Cards (16')
- 1909: A Gift from Santa Claus
- 1909: Faust
- 1910: Pardners
- 1910: The Engineer's Romance
- 1910: Luck of Roaring Camp
- 1910: The Livingston Case
- 1910: Ranson's Folly
- 1910: A Western Romance
- 1910: Bradford's Claim
- 1910: The Heart of a Rose
- 1910: For Her Sister's Sake
- 1910: Her First Appearance
- 1910: All on Account of a Laundry Mark
- 1910: Russia, the Land of Oppression
- 1910: Out of the Night
- 1910: The Old Loves and the New
- 1910: Peg Woffington
- 1910: The Attack on the Mill
- 1910: Love and the Law
- 1910: Almost a Hero
- 1910: Ononko's Vow
- 1910: The Farmer's Daughter
- 1910: Riders of the Plains
- 1910: The Stolen Claim
- 1910: The Toymaker, the Doll and the Devil
- 1910: His Mother's Thanksgiving
- 1910: The Greater Love
- 1910: The Cowpuncher's Glove
- 1910: The Winning of Miss Langdon
- 1910: Too Many Girls
- 1911: The Lover and the Count
- 1911: A Heroine of '76
- 1911: The Price of Victory
- 1911: The Iron Master
- 1911: By the Light of the Moon
- 1911: A Night of Terror
- 1911: The Fall of a Knight
- 1911: The Test of Love
- 1911: Five Hours
- 1911: The Strike at the Mines
- 1911: Silver Threads Among the Gold
- 1911: A Buried Past
- 1911: The Ultimate Sacrifice
- 1911: Captain Nell
- 1911: Madeline's Rebellion
- 1911: On the Brink
- 1911: The Vagabond
- 1911: A Famous Duel
- 1911: Sherlock Holmes, Jr.
- 1911: Money to Burn
- 1911: The White Red Man
- 1911: The Torn Scarf
- 1911: Faith
- 1911: The Lighthouse by the Sea
- 1911: The Rose and the Dagger
- 1911: A Cure for Crime
- 1911: Lost Illusions
- 1911: Leaves of a Romance
- 1911: Saints and Sinners
- 1911: The Price (13')
- 1911: The Strangers
- 1912: The Convict's Parole

### Dokumentalne
- 1899: The America's Cup Race (sport)
- 1900: The Kiss (czas: 1')
- 1901: Laura Comstock's Bag-Punching Dog
- 1901: Circular Panorama of Electric Tower (1')
- 1901: Pan-American Exposition by Night (1')
- 1901: Nocna panorama esplanady (1')
- 1901: Day at the Circus
- 1902: Burning of Durland's Riding Academy (3')
- 1902: The Golden Chariots
- 1902: Great Bull Fight
- 1902: Babies Rolling Eggs (1')
- 1903: New York City Dumping Wharf (2')
- 1903: New York City "Ghetto" Fish Market (2')
- 1903: Razzle Dazzle
- 1903: Little Lillian, Toe Danseuse
- 1903: White Wings on Review (3')
- 1903: The Road of Anthracite
- 1904: Rounding Up and Branding Cattle
- 1904: Inter-Collegiate Athletic Association Championships (sport)
- 1904: Scenes in an Infant Orphan Asylum
- 1905: Coney Island at Night (4')
- 1905: Scenes and Incidents, Russo-Japanese Peace Conference, Portsmouth, N. H. (14')
- 1905: Coney Island
- 1906: Three American Beauties (1')